# Shiyali Ramamrita Ranganathan
Shiyali Ramamrita Ranganathan (tamil.: சியலி ராமாமிருத ரங்கநாதன் (trans: ciyali rāmāmiruta raṅkanātaṉ) ur. 9 sierpnia 1892 w Shiyali, Tamilnadu, zm. 27 września 1972 w Bangalore) – indyjski matematyk i bibliotekarz. Twórca pięciu praw Ranganathana dotyczących pracy bibliotekarza. Przyczynił się również do rozwoju klasyfikacji dwukropkowej. S.R. Ranganathan jest uważany za ojca bibliotekarstwa indyjskiego.

## Edukacja
Ranganathan, urodził się 9 sierpnia 1892, w wiosce Shiyali (znanej również jako Sirkazhi), w stanie Tamilnadu w Indiach Południowych.
Ranganathan ukończył Madras Christian College z tytułem Master of Arts, a następnie zaczął zarabiać na licencję nauczyciela. Nauczanie zasad matematyki Ranganathan traktował jako swój życiowy cel. Był zasłużonym pracownikiem instytutów matematyki na takich uniwersytetach jak: Uniwersytet w Mangaluru, Coimbatore i Madras. Dr matematyki S.R. Ranganathan publikował przede wszystkim prace z historii matematyki. Ale to za wkład naukowy w teorię bibliotekoznawstwa, został uhonorowany nagrodą przyznaną przez rząd Indii.

## Początki kariery
W 1923 Uniwersytet w Madrasie ogłosił konkurs na posadę bibliotekarza uniwersyteckiego, który uporządkowałby zaniedbany księgozbiór. Zgłosiło się 900 chętnych na to stanowisko, z których żaden nie miał odpowiedniego wykształcenia ani doświadczenia w zawodzie. Wiedza samego Ranganathana opierał się na kilku artykułach przeczytanych w Encyklopedii Britannica. Do czasu rozmowy kwalifikacyjnej, Ranganathan zapomniał o swoim podaniu, był zatem bardzo zaskoczony, kiedy został przyjęty. Pracę w bibliotece uniwersyteckiej rozpoczął w styczniu 1924. 
Początkowo nie był zachwycony nowym zajęciem. Zgłosił się nawet do administracji uniwersytetu, i skarżąc się na nudę, poprosił o przywrócenie na stanowisko wykładowcy. W wyniku umowy postanowiono, że Rangantahan pojedzie do Londynu, aby studiować bibliotekoznawstwo. Jeżeli po powrocie nadal wybierze nauczanie zamiast pracy w bibliotece, wróci na dawne stanowisko pracy.
Ranganathan zapisał się do University College w Londynie, który jako jedyny proponował studia z zakresu bibliotekoznawstwa. Tam Ranganathan zainteresował się problemem klasyfikacji bibliotecznych. Studia, w tamtym czasie, dostarczały tylko podstawowych informacji w tym zakresie. Mimo to, Ranganathan, po zapoznaniu się z klasyfikacją dziesiętną, rozpoczął prace nad zupełnie innym rodzajem klasyfikacji.
Pierwsze szkice klasyfikacji, która obecnie jest zwana klasyfikacją dwukropkowa powstały jeszcze w Londynie. Na pomysł struktury nowej klasyfikacji Ranganathan wpadł, kiedy oglądał Meccano w sklepie z zabawkami. Kiedy wracał do ojczyzny, był już przekonany o ważności bibliotek i bibliotekoznawstwa dla narodu hinduskiego. Ranganathan przepracował na stanowisku bibliotekarza 20 lat. Przez ten czas, pomógł w stworzeniu Stowarzyszenia Bibliotek Madrasu, propagował również ideę sieci bezpłatnych bibliotek publicznych w całych Indiach oraz utworzenie nowoczesnej Indyjskiej Biblioteki Narodowej. 
Ranganthan był pracoholikiem. Spędzał w pracy 13 godzin dziennie, pracował siedem dni w tygodniu i nie brał urlopów. Nawet kiedy się ożenił w listopadzie 1928 pojawił się w pracy wieczorem po ceremonii. Razem ze swoją żoną Saradą miał tylko jednego syna.
Pierwsze lata pracy bibliotecznej upłynęły Ranganathanowi na opracowaniu zagadnień związanych z zarządzaniem i klasyfikacją. To właśnie wtedy powstały pięć praw dotyczących pracy bibliotekarza (1931) i Klasyfikacja dwukropkowa (1933), z których jest najbardziej znany.

## Schyłek życia
Ranganathan odszedł na emeryturę, po konflikcie z nowym prorektorem uniwersytetu, w wieku 54 lat. Szybko jednak wrócił do pracy w bibliotece. Otrzymał tytuł profesora bibliotekoznawstwa na Uniwersytecie Hindu w Benares w sierpniu 1945. W ciągu czterech lat przepracowanych w nowym miejscu, Ranganathan skatalogował cały księgozbiór, w tym osobiście ponad 100 000 dokumentów. 
Ranganathan kierował Stowarzyszenie Bibliotek Indii od 1944 do 1953, opuścił stowarzyszenie w dość kontrowersyjnych okolicznościach, kiedy Biblioteka Publiczna w Delhi wybrała klasyfikację dziesiętną Deweya zamiast jego klasyfikacji dwukropkowej. Jako profesor honorowy na Uniwersytet w Delhi od 1949 do 1955, razem ze swoim byłym studentem S. Das Gupta, pomagał w opracowaniu programu studiów dla instytutu bibliotekoznawstwa. 
Ranganathan na krótko przeniósł się do Zurychu, w Szwajcarii (1955-1957), co było związane ze ślubem jego syna z Europejką. W tym czasie, Ranganathan rozszerzył swoje kontakty ze stowarzyszeniami bibliotekarskimi z całej Europy. Wkrótce jednak powrócił do Indii i osiadł w mieście Bangalore, gdzie mieszkał do końca życia. 
Ostatnim dużym osiągnięciem Ranganathana było założenie Centrum Dokumentacji Badań Naukowych i Szkoleń w Bangalore w 1962, gdzie sprawował urząd honorowego kierownika przez kolejnych 5 lat. W 1965, został uhonorowany przez Rząd Indii tytułem państwowym Profesora Badań Naukowych w uznaniu zasług Ranganathana w tej dziedzinie.
Ostatnie lata swojego życia, jako człowiek schorowany, Ranganathan spędził w łóżku w otoczeniu rodziny. Zmarł 27 września 1972 w wyniku powikłań zapalenia oskrzeli.

## Najważniejsze dzieła
- Pięć praw (1931)
- Klasyfikacja dwukropkowa (1933)
- Kod klasyfikacji katalogowania (1934)
- Prolegomena do klasyfikacji bibliotecznej (1937)
- Teoria katalogowania bibliotecznego (1938)
- Elementy klasyfikacji bibliotecznej (1945)
- Klasyfikacja i dokumentacja międzynarodowa (1948)
- Klasyfikacja i komunikacja (1951)
- Nagłówki i kanony (1955).

Żadna z wymienionych wyżej publikacji nie została przetłumaczona na język polski, ani wydana w Polsce.